# Голлуб (замок)
Голлуб (нем. Burg Gollub, пол. Zamek w Golubiu) — средневековый замок, построенный рыцарями Тевтонского ордена на рубеже XIII и XIV веков. Комплекс прямоугольной формы в готическо-ренессансном стиле возведён на холме. В настоящее время замок находится в черте города Голюб-Добжинь, в Куявско-Поморском воеводстве, Польша. По своему типу относится к замкам на вершине.

## История

### Ранний период

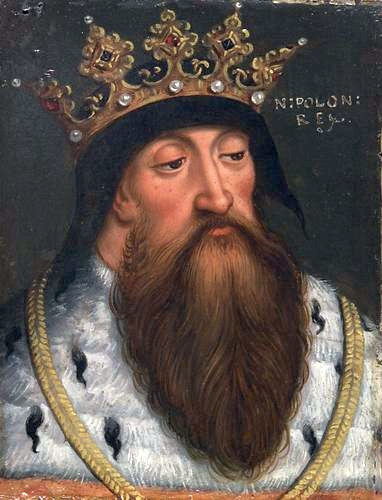
Король Владислав I Локетек

В 1258 году окрестные земли были переданы епископу Влоцлавеку Волимиру. Место имело стратегическое значение. Рядом находилась переправа через реку Дрвенца. До конца XIII века на месте нынешнего замка находилась небольшая деревянная крепость. В 1293 году в результате обмена территориями между Влоцлавекским епископством и Тевтонским орденом вся местность вошла в состав владений рыцарско-монашеского братства.
Кирпичный замок начали строить в 1304–1306 годах. Работами руководил прусский ландмейстер Конрад Сак. На первом этапе были возведены зубчатые стены. Причём, как и многие другие крепости ордена, Голлуб изначально имел строгую прямоугольную форму. Польский король Владислав I Локетек трижды пытался захватить замок в 1329–1333 годах, но каждый раз терпел неудачу. 
На следующем этапе развития замка было пристроено южное (главное) крыло, в котором разместилась капелла (к ней примыкали две покаянные кельи) с декоративным порталом, а также лазарет и трапезная (ранее ошибочно считавшейся домом капитула). Ещё позднее были возведены западное крыло. Одновременно началось строительство главной квадратной башни (бергфрида) в северо-западном углу комплекса. Однако эти работы так и не были завершены. В середине XIV века к востоку от замка был построен укрепленный внешний двор с угловыми башнями и бастионами, в котором располагались конюшни, амбары и склады. 
Новым этапом в истории замка стало строительство восточного и северного крыльев, которые отличались от предыдущих по стилю и оказались несколько ниже. 
К началу XIV веке место квадратной угловой башни в итоге возвели цилиндрическую, приспособленную для применения огнестрельного оружия. Вскоре оборонительная система замка была ещё более усилены: в западной части комплекса возвели ещё одну цилиндрическую башню. 
В 1410 году в Голлубе собиралась часть орденских сил, направлявшихся в Грюнвальд, к месту знаменитой битвы, закончившейся поражением рыцарей-монахов. Кастеллян замка, Николаус Родер, был одним из двухсот братьев-рыцарей, погибших во время битвы. В 1410 году замок был захвачен польскими воинами и передан королём Владиславом Ягайло под управление дворянина Немсьце Щитницкого. Однако вскоре замок смогли отбить отряды Ливонского ландмейстерства, автономного образования в составе Тевтонского ордена. В ответ уже осеню 1410 года крупные польские силы под предводительством Добеслава Пухалы, а также старост Быдгоща и Венявы, начали осаду Голлуба. Благодаря подавляющему численному превосходству поляки в ходе штурма ворвались в замок и сожгли его. После подписания Первого Торуньского мира в 1411 году Голлуб был возвращен тевтонским рыцарям.
Во время Голубской войны 1422 года польское войско вновь осадило замок. После начавшегося 20 августа артиллерийского обстрела из 14 орудий осаждавшие смогли захватить внешние укрепления, а уже 26 августа был взят штурмом сам замок. Кастелян крепости при этом погиб. В конце концов рыцари-монахи смогли вернуть Голлуб под свой контроль. Но стены, башни и прочие фортификационные сооружения оказались в столь плачевном состоянии, что пришлось провести масштабные восстановительные работы. Перестройка и реконструкция продолжались с 1433 по 1449 год.
После начала Тринадцатилетней войны в 1454 году замок оказался захвачен войсками Прусского союза, действовавшего в союзе с польским королём. Затем король Казимир IV Ягеллончик в сентябре 1455 года передал Голлуб под контроль своему придворному Гроту Островскому. Однако вскоре крепость была отдана в управление чешскому рыцарю-наёмнику по имени Вильгельм Йеник из Мечиковы. Его изначально принял на службу чешский король, а позднее признал своим вассалов король Польши. В 1456 году за особые заслуги перед королём замок был дарован Ульриху Червонке (Oldrzych Czerwonka). 
19 сентября 1460 года замок осадили войска Тевтонского ордена под командованием Бернарда Шумборского. Однако польский гарнизон, которым командовал Анджей Пушкарц, смог отстоять крепость. Тевтонские рыцари два года осаждали замок Голлуб, но так и не сумели прорваться внутрь. В октябре 1462 осада была снята. После окончания войны 1466 году был заключён Второй Торуньский мирный договор. Замок был включён в состав владений польской короны. Здесь вновь стал кастеляном Ольдрих Червонка. 

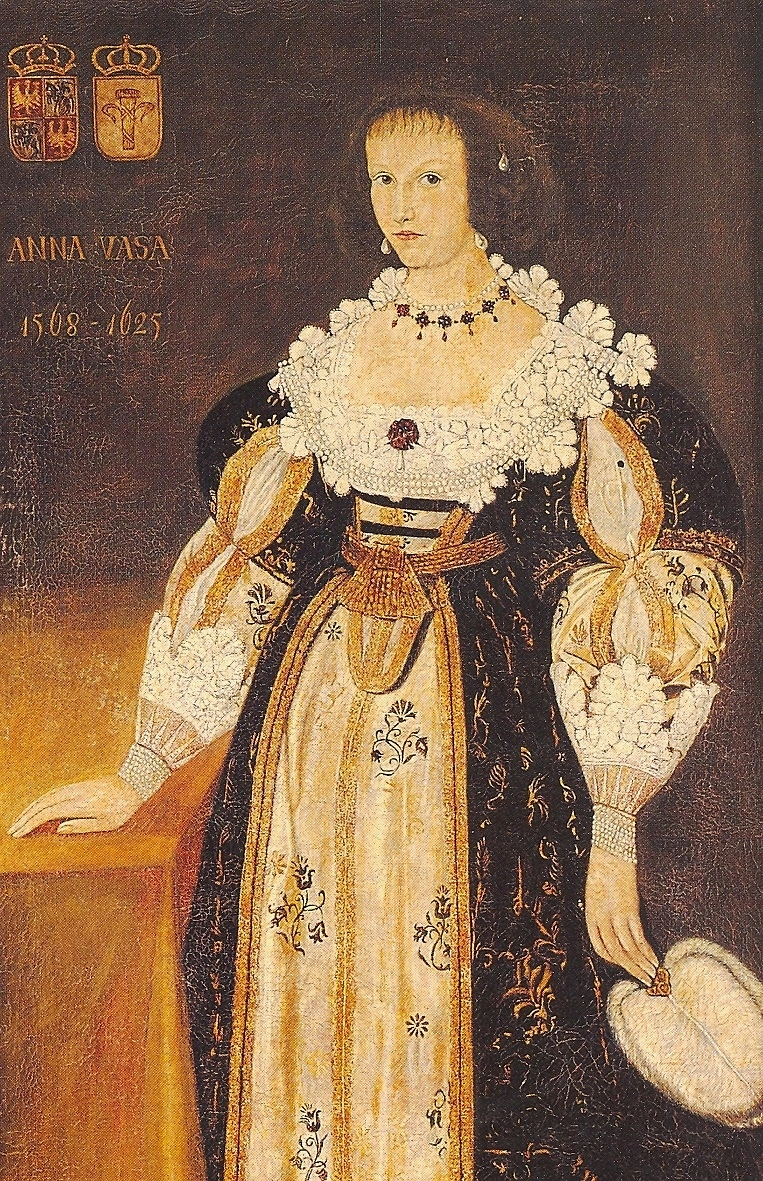
Принцесса Анна Шведская

### Эпоха Ренессанса
В 1511 году по распоряжению короля Сигизмунда I Старого замок был отремонтирован.
В 1616-1623 годах принцесса Анна Шведская, сестра короля Сигизмунда III Вазы, оказалась хозяйкой Голлуба и окрестных земель. По её инициативе началась серьёзная реконструкция замка. Среди прочего, были построены мансарды в позднеренессансном стиле, перестроены фасады западного крыла, изменена форма окон и добавлены декоративные башенки (бартизаны) по углам. В 1623 году в Голлубе останавливался король Сигизмунд III Ваза. 
Именно здесь впервые в Польше начали выращивать табак, рассаду которого завозили из Турции. 
Замок оказался полностью разрушен в 1655 году во время Польско-шведской войны. Долгое время Голлуб лежал в руинах.

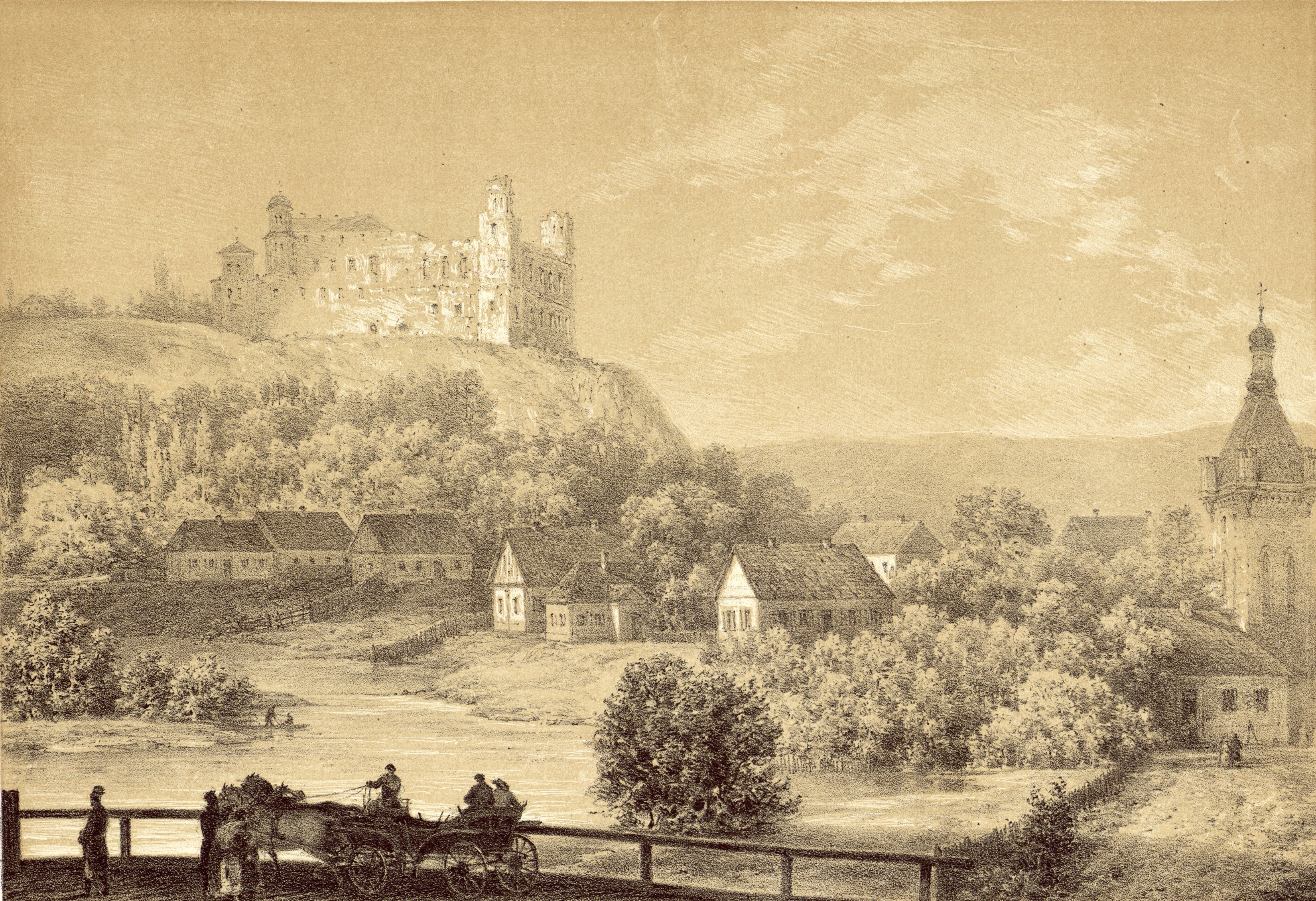
Замок на рисунке 1880 года

### XVIII–XIX века
В начале XVIII века замок был восстановлен, а его интерьеры отреставрированы. 
Во время первого раздела Польши в 1772 году Голлуб и окрестные земли были аннексированы Пруссией. С 1807 по 1815 год замок находился в составе Варшавского герцогства, а в 1815 году был передан Великому княжеству Познанскому. В 1817 году Голлуб был включён в состав Западной Пруссии. В 1871 году оказался в составе Германской империи. Всё это время замок преимущественно использовался как административный центр, в котором размещались различные службы и ведомства.
Во время наполеоновских войн в замке располагался полевой госпиталь. 
В 1842 и 1867 годах Голлуб получил серьёзные повреждения, когда ураганный ветер срывал крышу и частично обрушил чердаки.

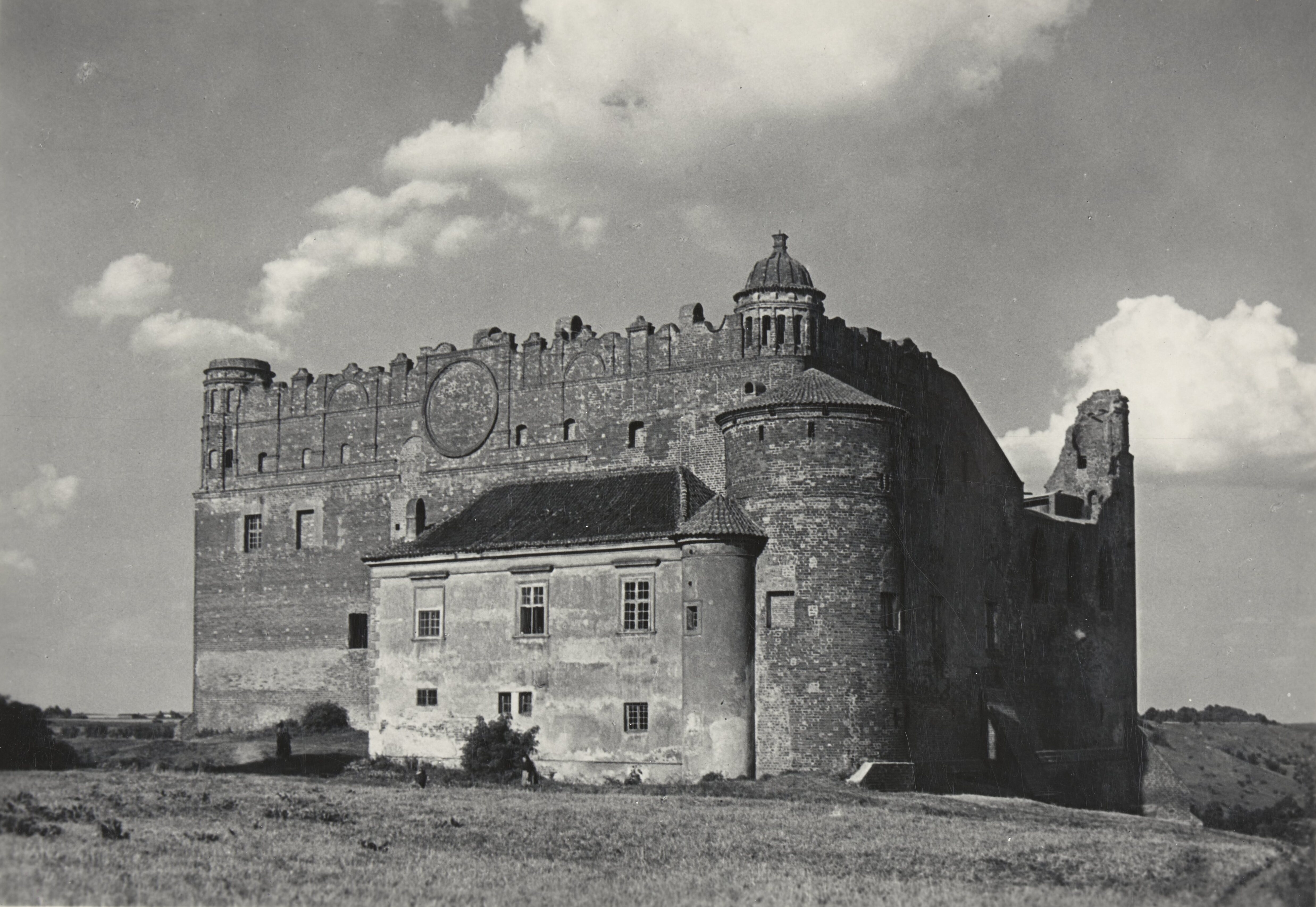
Замок на фотографии 1939 года

### XX век
После заключения Версальского мирного договора в 1919 году замок вошёл в состав только что основанной Польской Республики. В 1920 году власти независимой Польши открыли в замке музей. В 1937 году была капитально отремонтирована крыша и несколько помещений.
Во время Второй мировой войны замок почти не пострадал. Вскоре после завершения боевых действий власти ПНР решили провести реставрацию. Уже в 1947 году в Голлубе начался ремонт. Основной объём работ завершился в 1953 году. Позднее восстановительные работы проводились ещё раз — с 1959 по 1966 год. 
В 1977 году в замке была проведена одна из первых в Польше исторических реконструкций. Перед стенами устроили театрализованный рыцарский турнир.
Последний раз замок реставрировали в 2006 году.

## Современное использование
В настоящее время в замке находится музей, часть помещений используется для нужд гостиницы и ресторана. Голлуб является площадкой, где регулярно проводятся культурно-массовые мероприятия, выставки и концерты.

## Описание замка
Вход в замок был возможен только с одной стороны — с запада. В прежние времена подступы к этой части крепости прикрывались форбургом, который имел собственную внешнюю стену и считался Нижним Замком. Как и многие другие орденские замки Голлуб имел в основании строгую прямоугольную планировку. 
Кастелян замка занимал западное крыло, а восточное крыло использовалось жилое здание для рыцарей и сержантов ордена. Подвалы и помещения первого этажа, как и в других замках, использовались в основном для хозяйственных нужд и как склады. На чердаках размещались амбары, где хранили зерно и другие припасы. С севера был пристроен данскер — типичное для подобных крепостей отдельное сооружение, к которому вела аркадная галерея на высоких опорах. Это часть замка использовалась как уборная.

## Галерея

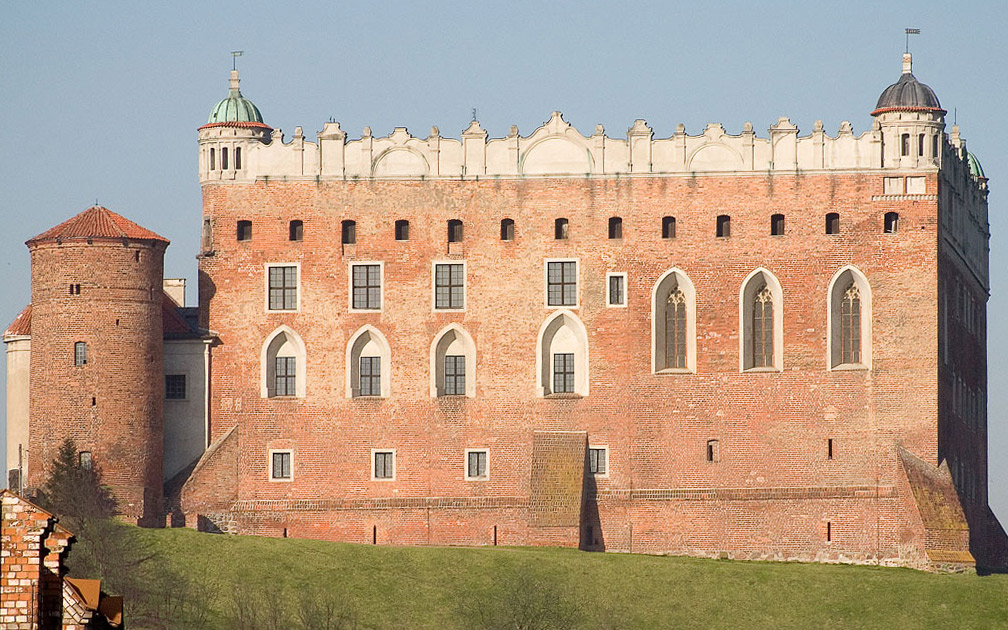
Вид замка с южной стороны
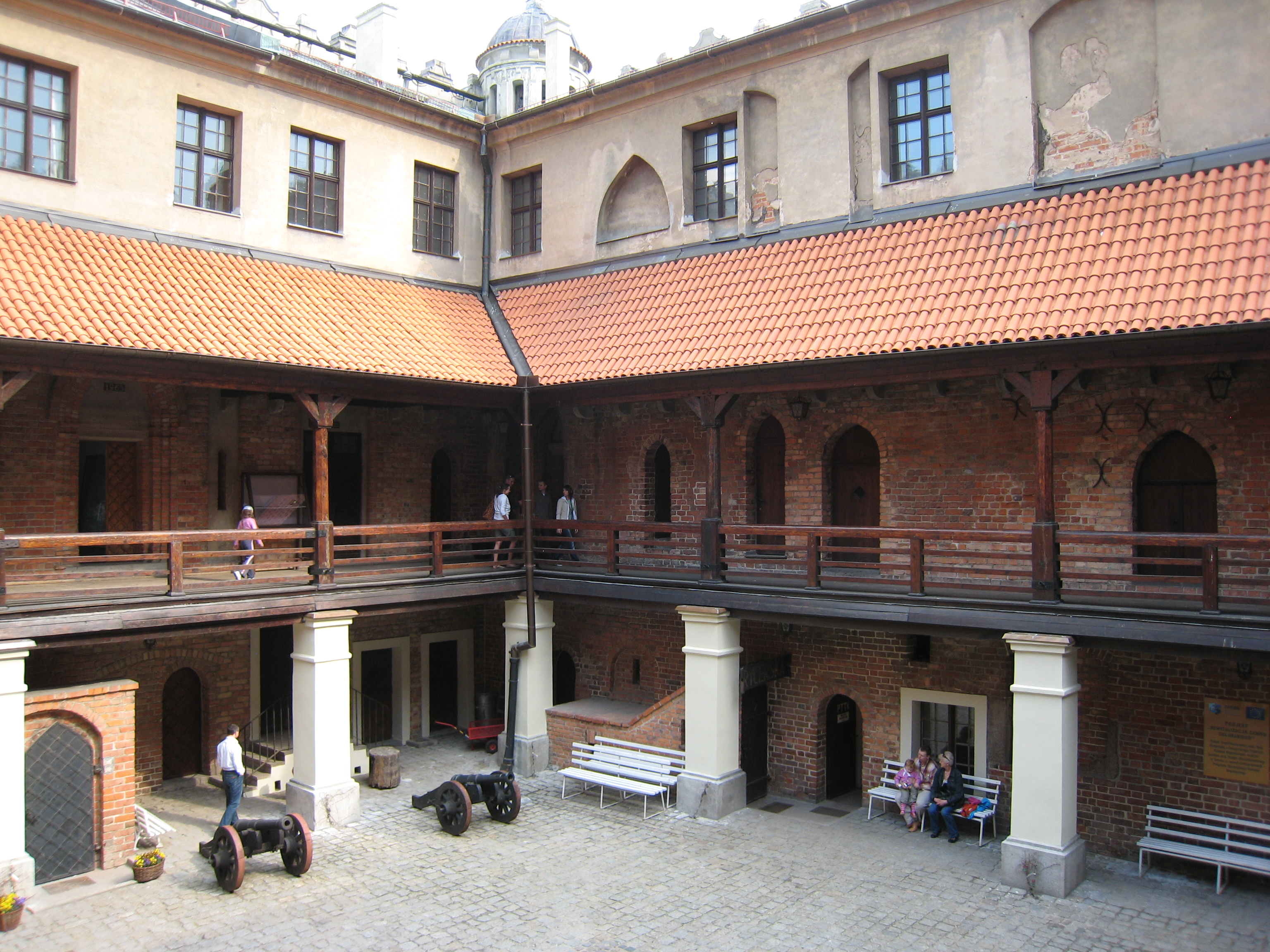
Внутренний двор замка
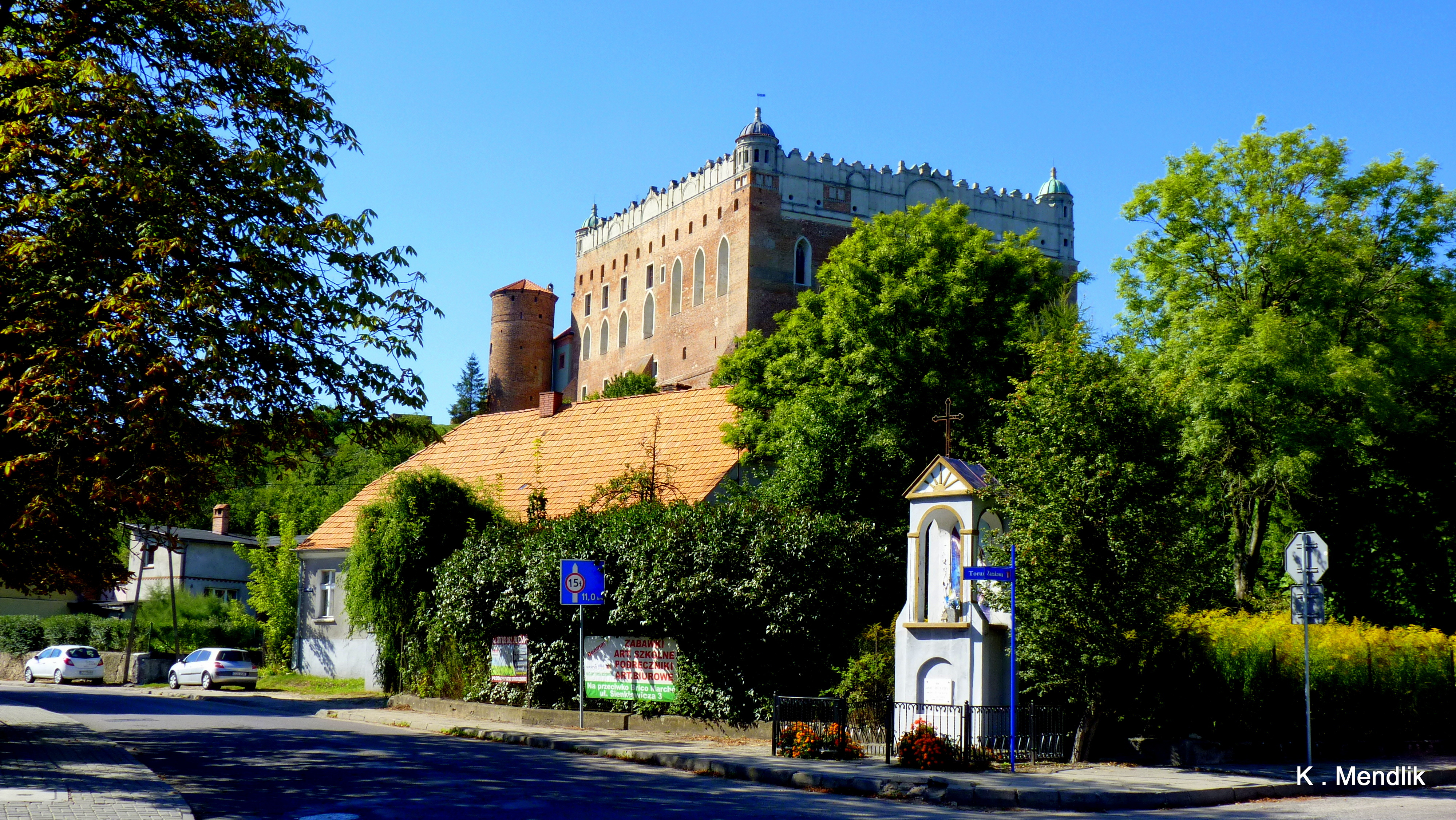
Вид замка со стороны города
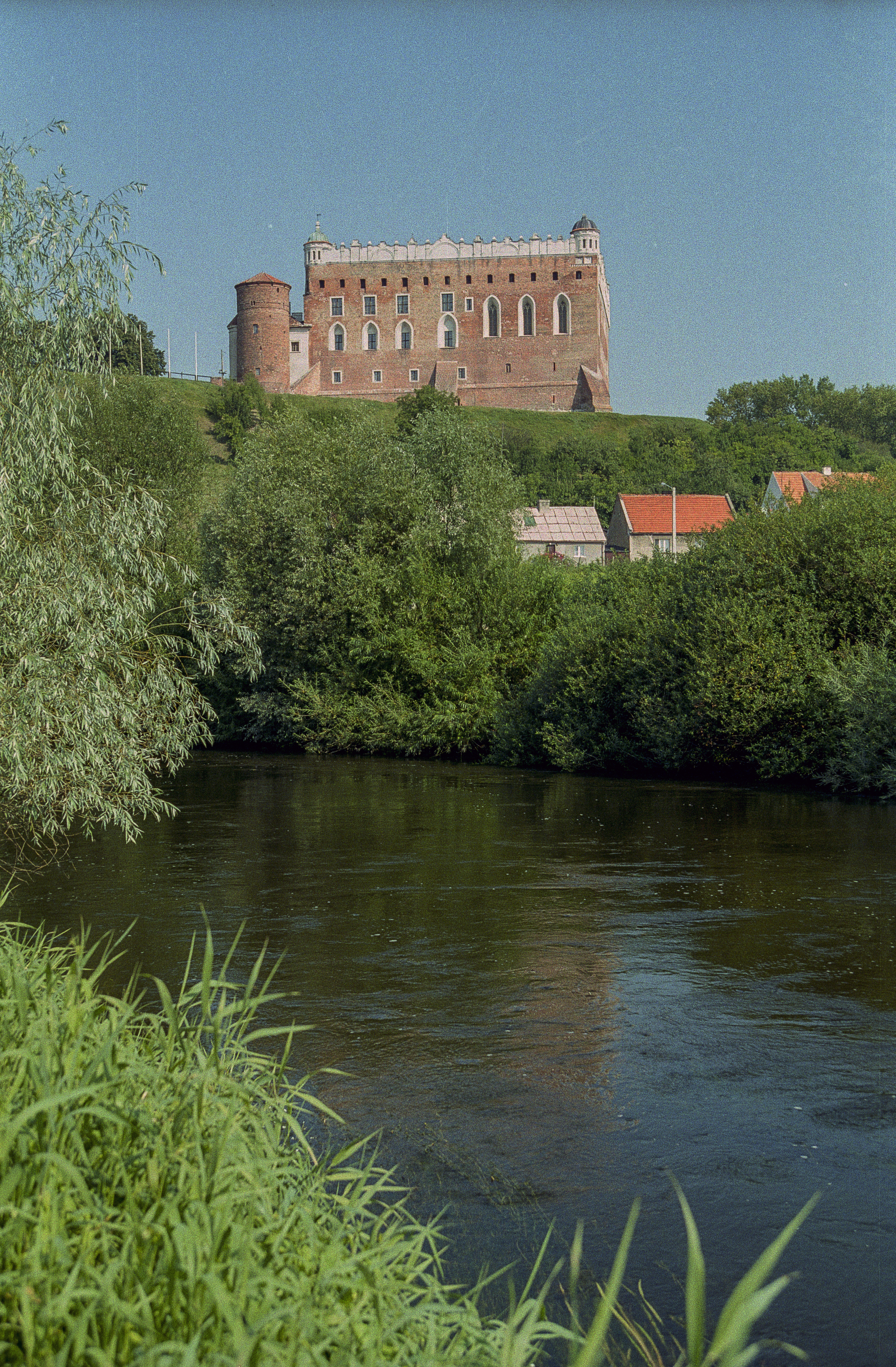
Замок со стороны реки Дрвенца
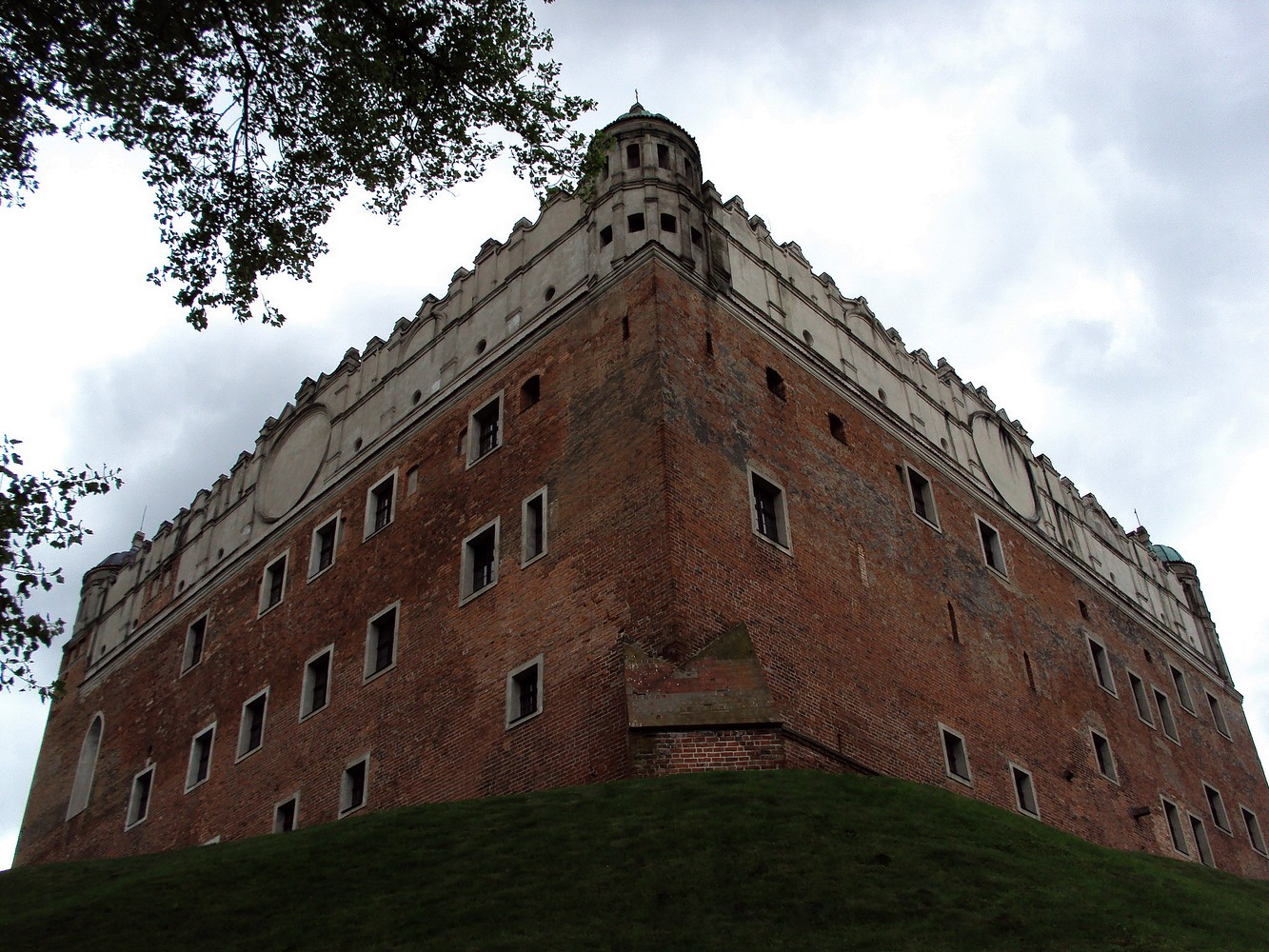
Вид замка с северо-восточной стороны
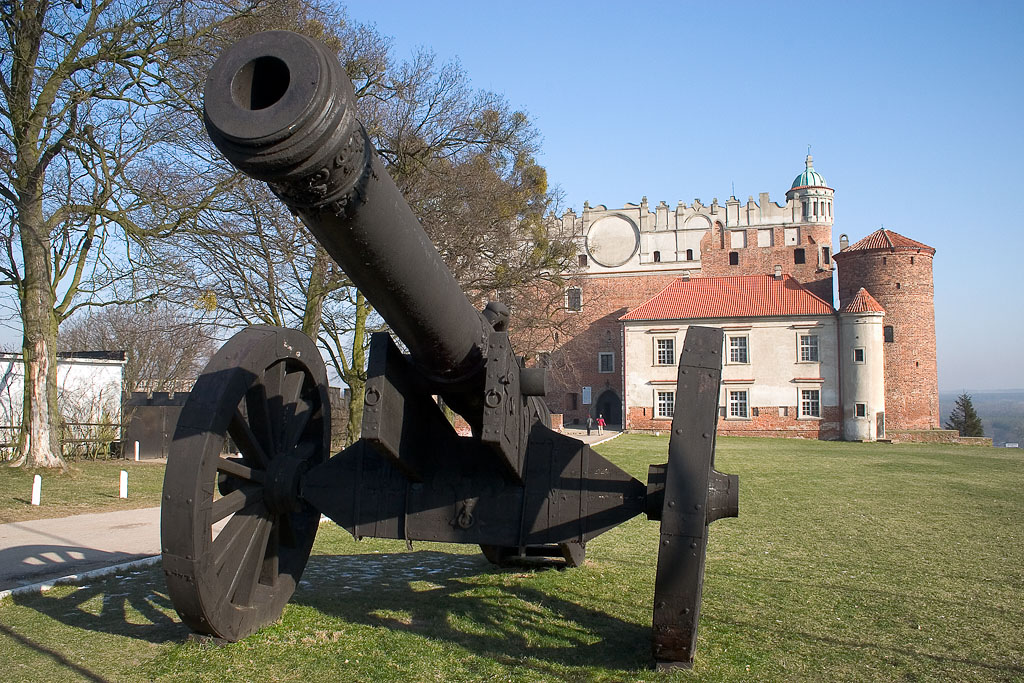
Бронзовая кулеврина XVII века